# Angkor Wat
Angkor Wat je najvažniji i najveći hramski kompleks kambodžanske regije Angkor u kojoj je do danas ponovo otkriveno više od 1000 hramova. Nalazi se oko 240 km sjeverno od Phnom Penha, glavnog grada Kambodže, oko 20 km sjeverno od jezera Tonle Sap te se nalazi u gradu Siem Reap. Najvećim dijelom je sagrađen u vremenu od 1113. do 1150. godine u vrijeme vladavine kmerskog kralja Surjawarmana II. na prostoru od oko 2 km2 i najveća je vjerska građevina na svijetu.
Angkor znači "grad", dok riječ wat na jeziku Kmera i tajlandskom znači "hram".

## Povijest
U 11. stoljeću kralj Jasowarman gradi brojne sisteme navodnjavanja i umjetnih jezera, što je omogućilo seljacima uzgoj i do tri žetve riže godišnje. Ovako uspješna poljoprivreda rezultirala je viškom hrane i donijela carstvu Kmera veliko bogatstvo. Tako je zemlja postala uz Kinu najvažnija azijska sila, a Kmeri su mogli graditi velike gradove i ogromne hramske komplekse.
Vladari Kmera smatrali su se božanskim vladarima. Svaki kralj gradio je vlastiti hram, posvećen jednom božanstvu. Time je kralj svojim hramom bio istovremeno utjelovljenje određenog boga, s kojim se nakon smrti trebao sjediniti. Ovaj hinduistički običaj utjecao je na kralja Surjawarmana II. koji je vjerovao da će se nakon smrti sjediniti s bogom Višnuom, te je okrunio svoje vjerovanje gradnjom hramskog kompleksa Angkor Wata kao svoj dinastički hram i grobnicu.
Angkor Wat je počeo propadati već u 13. stoljeću zbog prelaska Kmera na budizam, čime je princip božanskih vladara prestao postojati. Brojni radnici odbili su robovski rad za svoje vladare i sistemi za navodnjavanje kao i građevine prepuštene su laganom propadanju. Nastala su oštećenja kao posljedice vremenskih uvjeta, bujnog rasta okolne prašume ali i ljudskih razaranja, kao na primjer brojnih pljački sijamaca u 15. stoljeću. 

### Suvremeno otkriće
Francuski istraživač Herin Mouhout iznenadio je 1858. godine svijet svojim otkrićem. On je usred džungle Kambodže otkrio hram, koji da je veličanstveniji od svega što su i Grčka i Rim ostavili iza sebe. Uskoro se otkriva kako Angkor Wat nije nekakva jedinstvena stvar, već dio golemog kompleksa građevina hramova i palača izgrađenih u godinama 800. do 1200. na površini od gotovo 80 km2. Nešto kasnije došlo se do spoznaje kako je nekada u džungli Kambodže moralo biti izgrađeno na tisuće hramova, "čitava prašuma obrađenog kamena", a sve je to sačinio narod po imenu Kmeri.

### Današnja situacija
Nakon što u drugom dijelu 20. stoljeća zbog političke situacije u Kambodži gotovo da nije bilo moguće raditi na restauriranju objekata, no u međuvremenu različite organizacije pokušavaju zaustaviti daljnje propadanje Angkor Wata. 
Pored mnogobrojnih turista, hram dnevno posjećuju i budistički monasi.

## Arhitektura
Kompleks Angkor Wata je premrežen kanalima koji su između ostalog služili radnicima za prijevoz ogromnih kamenih blokova splavima. Uže područje Angkor Wata okruženo je vodenim opkopom širokim 200 m i dugim 6 km koji simbolizira praocean. On se, zajedno s brojnim hramskim kompleksima, uklapa u simboličku sliku svemira. 
Sam hram je odraz kmerske kozmologije – na vrhu terasa koje se penju i smanjuju nalazi se pet tornjeva, oblikovanih kao lotosovi cvjetovi, koji simboliziraju planinu Mehru, dom bogova. Kameni nasip koji ide od trostrukih vrata vanjskog omeđenog prostora između dviju nekadašnjih knjižnica i ceremonijalnih spremišta za vodu ili umjetnih jezera, prostire se do veličanstvenog zapadnog ulaza. Do njega se stiže prilaznom cestom s veličanstvenom zavojitom balustradom koja je sagrađena na širokom kamenom nasipu i prelazi preko opkopa širokog 189 metara do platforme u obliku križa ispred portala. Portal se sastoji od tri paviljona od kojih svaki ima toranj na vrhu, a kroz njega se stiže u dvorište u kojemu su galerije križnog oblika s grobnicama koje gledaju na prvu terasu s ugaonim tornjevima. Galerije s grobnicama na središnjoj terasi su prekinute ulaznim paviljonima i trostrukim pobočnim brodovima u obliku križa su povezane s unutarnjim svetištem. Do središnjeg tornja, koji je visok 66 metara, dolazi se izvanredno strmim kamenim stubama.
Angkor Wat je građen postavljanjem neobrađenih blokova pješčenjaka koje su potom klesali kipari. Blokovi za gradnju bili su brušeni u posebnim brusionama, tako da su slagani jedan na drugi bez vidljivih međuprostora. Klesani su čak i kameni krovovi. Oni su konveksnog oblika, a na strehi su ponešto zakrivljeni na suprotnu stranu. Većina stupova je četvrtasta, velikih četvrtastih kapitela koji su prošireni da bi mogli nositi težinu velikih arhitrava.
Veliki narativni bareljefi koji ispunjuju trijemove okružene galerijama spadaju među čudesa Angkor Wata. Profinjeno i plitko klesane, te skulpture koje ilustriraju priozore iz hinduskih epova dopunjuju arhitekturu, ali njome ne dominiraju. Mnogi zidovi hrama ukrašeni su figurama plesačica - zvanim Apsarama - koja ima svaka svoja vlastita obilježja, tako da nisu međusobno slične.

## Nacionalno značenje
Angkor Wat je danas najznačajniji nacionalni simbol i reprezentira kmersku kulturu i kambodžanski narod. Njegova slika nalazi se na brojnim državnim simbolima pa je tako na državnoj zastavi i novčanici od 500 riela. Čak i u vrijeme vladavine Crvenih kmera zlatna silueta hrama bila je dio kambodžanske zastave.